# Elecciones legislativas de Argentina de 2019
Las elecciones legislativas de Argentina de 2019 se llevaron a cabo en el 27 de octubre, para renovar poco más de la mitad de los miembros de la Cámara de Diputados de la Nación (130/257) para el periodo 2019-2023 y un tercio de los miembros (24/72) del Senado nacional para 2019-2025. De las dos principales fuerzas políticas, el Frente de Todos, sacó el 45,27 % de los votos obteniendo 13 senadores y 64 diputados, mientras que Juntos por el Cambio sacó el 40,36 % de los votos obteniendo 8 senadores y 56 diputados. El resto de los puestos fueron cubiertos por partidos minoritarios.

## Reglas
Por tratarse de elecciones nacionales se aplicaron las reglas establecidas en la Constitución nacional, Código Electoral nacional y otras normas complementarias.
Las elecciones legislativas se realizan cada dos años para renovar parcialmente las dos cámaras del Poder Legislativo, denominado Congreso nacional. En cada elección se renueva casi la mitad de los cargos de la Cámara de Diputados y un tercio de la Cámara de Senadores, correspondientes a ocho de los veinticuatro distritos electorales. En ambos casos la elección se realiza mediante voto directo, secreto y obligatorio, aunque para las personas mayores de 70 años y aquellas que tienen entre 16 y 17 años, no existe sanción en caso de que no deseen votar.
La Cámara de Diputados, según el art. 45 de la Constitución Nacional, se integra con diputados elegidos por cada distrito electoral (provincias y CABA), a los cuales les corresponde un número de diputados proporcional a su población, actualizándose cada diez años, según el último censo. Sin embargo dicha regla constitucional no fue aplicada luego de 1983. El número de diputados de cada distrito fue establecido por la última dictadura en 1983 (Decreto Ley 22.847/83), según el censo de 1980 y sin cumplir la regla de proporcionalidad, de modo tal que algunos distritos como la Ciudad de Buenos Aires y las provincias más chicas tienen más diputados de los que les corresponderían según la Constitución, y otras, como la Provincia de Buenos Aires, Córdoba Santa Fe, Mendoza y Salta, tienen menos. En cada distrito, los cargos se distribuyen de manera proporcional a los votos obtenidos por cada fuerza política, usando el sistema D'Hondt, excluyendo a aquellas fuerzas que obtuvieran menos del 3% del padrón electoral del distrito. Los mandatos de los diputados duran cuatro años y son reelegibles indefinidamente. Para ser diputado se debe tener una edad mínima de 25 años.
La Cámara de Senadores, según el art. 54 de la Constitución Nacional, se integra con tres diputados por cada distrito electoral (23 provincias y la CABA), de los cuales dos corresponden a la fuerza política con mayor número de votos y uno a la segunda. Los mandatos de los senadores duran seis años y son reelegibles indefinidamente. Para ser senador se debe tener una edad mínima de 30 años.

## Cargos a elegir
| Provincia              | Cámara de Diputados | Cámara de Diputados | Senado    | Senado    |
| Provincia              | Diputados           | A renovar           | Senadores | A renovar |
| ---------------------- | ------------------- | ------------------- | --------- | --------- |
| Buenos Aires           | 70                  | 35                  | 3         | —         |
| Ciudad de Buenos Aires | 25                  | 12                  | 3         | 3         |
| Catamarca              | 5                   | 2                   | 3         | —         |
| Chaco                  | 7                   | 3                   | 3         | 3         |
| Chubut                 | 5                   | 3                   | 3         | —         |
| Córdoba                | 18                  | 9                   | 3         | —         |
| Corrientes             | 7                   | 4                   | 3         | —         |
| Entre Ríos             | 9                   | 4                   | 3         | 3         |
| Formosa                | 5                   | 3                   | 3         | —         |
| Jujuy                  | 6                   | 3                   | 3         | —         |
| La Pampa               | 5                   | 2                   | 3         | —         |
| La Rioja               | 5                   | 3                   | 3         | —         |
| Mendoza                | 10                  | 5                   | 3         | —         |
| Misiones               | 7                   | 4                   | 3         | —         |
| Neuquén                | 5                   | 2                   | 3         | 3         |
| Río Negro              | 5                   | 3                   | 3         | 3         |
| Salta                  | 7                   | 4                   | 3         | 3         |
| San Juan               | 6                   | 3                   | 3         | —         |
| San Luis               | 5                   | 2                   | 3         | —         |
| Santa Cruz             | 5                   | 2                   | 3         | —         |
| Santa Fe               | 19                  | 10                  | 3         | —         |
| Santiago del Estero    | 7                   | 4                   | 3         | 3         |
| Tierra del Fuego       | 5                   | 3                   | 3         | 3         |
| Tucumán                | 9                   | 5                   | 3         | —         |
| Total                  | 257                 | 130                 | 72        | 24        |

## Resultados

### Diputados
Aunque los comicios legislativos constituyen una elección nacional, los mismos se realizan mediante un sistema distrital, por lo que las alianzas nacionales no siempre disputan las elecciones legislativas bajo el mismo sello con el que se disputa la presidencia de la Nación, o incluso con la misma composición partidaria. En el caso de las elecciones de 2019, el Frente de Todos fue la única coalición que presentó una lista bajo el mismo nombre en todos los distritos electorales del país. Juntos por el Cambio concurrió con su nombre en diecinueve distritos, mientras que en los cinco restantes (Corrientes, Formosa, La Rioja, Mendoza, y Tierra del Fuego) utilizó una denominación diferente. Del mismo modo, la composición de los bloques legislativos una vez que asumen las autoridades electas (el 10 de diciembre), varía enormemente.
|  | 45,27 % |

|  | 1,27 % |

|  | 0,07 % |

|  | 46,61 % |

|  | 36,24 % |

|  | 2,28 % |

|  | 1,13 % |

|  | 0,39 % |

|  | 0,24 % |

|  | 0,08 % |

|  | 40,36 % |

|  | 4,60 % |

|  | 1,47 % |

|  | 0,35 % |

|  | 0,33 % |

|  | 0,29 % |

|  | 0,10 % |

|  | 0,09 % |

|  | 0,07 % |

|  | 0,03 % |

|  | 7,33 % |

|  | 2,89 % |

|  | 0,07 % |

|  | 0,01 % |

|  | 2,98 % |

|  | 0,75 % |

|  | 0,22 % |

|  | 0,17 % |

|  | 0,09 % |

|  | 0,08 % |

|  | 0,05 % |

|  | 0,61 % |

|  | 0,47 % |

|  | 0,44 % |

|  | 0,31 % |

|  | 0,09 % |

|  | 0,02 % |

|  | 0,02 % |

|  | 0,01 % |

|  | 93,18 % |

|  | 5,82 % |

|  | 1,00 % |

|  | 80,41 % |

|  | 100 % |

1. ↑  Tanto el Frente Cívico por Santiago como la lista Vamos Todos a Vivir Mejor disputaron los comicios legislativos compitiendo contra la lista oficial del Frente de Todos. Sin embargo, los diputados de dichas listas que resultaron elegidos posteriormente integraron un bloque unido del Frente de Todos y apoyaron la fórmula presidencial de la coalición.
2. ↑  Todas las listas legislativas apoyaron la fórmula presidencial de Juntos por el Cambio.
3. ↑  Hacemos por Córdoba disputó las elecciones con una boleta corta y no adhirió a ninguna fórmula presidencial. Después de las elecciones, sus diputados electos y los de su coalición predecesora, Unión por Córdoba (UpC), formaron el «Bloque Córdoba Federal», que se integró al «Interbloque Federal».
4. ↑  Después de las elecciones, se unió al Interbloque Unidad Federal para el Desarrollo.
5. ↑  Los diputados electos pertenecen al Partido Justicialista (2 por la provincia de Buenos Aires) y al Partido Socialista (1 por la provincia de Santa Fe, donde el PS no disputó por sí solo sino con una lista oficial). Después de la juramentación de los legisladores electos, los diputados formaron un Interbloque Federal con la coalición Hacemos por Córdoba (Bloque Córdoba Federal), que no apoyó directamente la fórmula presidencial de Consenso Federal en las elecciones y disputó las legislativas contra su lista legislativa oficial. Sin incluir a Hacemos por Córdoba, las listas ligadas a Consenso Federal obtuvieron 1.500.438 votos (5,85%) y 3 diputados. Protectora Fuerza Política, cuyo único diputado es José Luis Ramón, no formó parte de dicho Interbloque y se unió al Interbloque Unidad Federal para el Desarrollo.
6. ↑  Después de las elecciones, se unió al Interbloque Unidad Federal para el Desarrollo.
7. ↑  Encuentro Vecinal Córdoba disputó las elecciones con una boleta corta y no adhirió a ninguna fórmula presidencial.
8. ↑  El Frente NOS no presentó ninguna lista legislativa oficial. Los partidos provinciales o nacionales que participaron de la alianza a nivel nacional configuraron listas legislativas en los distritos que concurrieron unidas bajo distinto sello con la fórmula presidencial de NOS.
9. ↑  Después de las elecciones, se unió al Interbloque Unidad Federal para el Desarrollo.

### Senadores
|  | 40,16 % |

|  | 5,83 % |

|  | 0,31 % |

|  | 46,30 % |

|  | 38,85 % |

|  | 2,72 % |

|  | 0,37 % |

|  | 41,94 % |

|  | 2,83 % |

|  | 1,52 % |

|  | 1,00 % |

|  | 0,33 % |

|  | 0,14 % |

|  | 5,82 % |

|  | 2,50 % |

|  | 0,33 % |

|  | 0,05 % |

|  | 2,88 % |

|  | 1,52 % |

|  | 0,40 % |

|  | 0,38 % |

|  | 0,78 % |

|  | 0,69 % |

|  | 0,09 % |

|  | 0 % |

|  | 0 % |

|  | 0 % |

|  | 0 % |

|  | 100 % |

## Resultados por distrito

### Cámara de Diputados
|  | 52,64 % |

|  | 37,77 % |

|  | 6,01 % |

|  | 3,59 % |

|  | 93,69 % |

|  | 5,70 % |

|  | 0,61 % |

|  | 82,02 % |

|  | 100 % |

|  | 53,02 % |

|  | 32,05 % |

|  | 6,13 % |

|  | 5,75 % |

|  | 1,82 % |

|  | 1,23 % |

|  | 96,49 % |

|  | 2,71 % |

|  | 0,80 % |

|  | 76,48 % |

|  | 100 % |

|  | 61,32 % |

|  | 33,84 % |

|  | 4,84 % |

|  | 85,64 % |

|  | 13,94 % |

|  | 0,42 % |

|  | 79,33 % |

|  | 100 % |

|  | 56,70 % |

|  | 36,45 % |

|  | 3,82 % |

|  | 3,02 % |

|  | 95,05 % |

|  | 4,40 % |

|  | 0,55 % |

|  | 77,58 % |

|  | 100 % |

|  | 53,45 % |

|  | 32,29 % |

|  | 7,52 % |

|  | 5,03 % |

|  | 1,72 % |

|  | 86,66 % |

|  | 11,68 % |

|  | 1,66 % |

|  | 77,59 % |

|  | 100 % |

|  | 51,32 % |

|  | 22,31 % |

|  | 17,00 % |

|  | 3,56 % |

|  | 2,51 % |

|  | 2,01 % |

|  | 1,28 % |

|  | 94,87 % |

|  | 3,39 % |

|  | 1,75 % |

|  | 78,99 % |

|  | 100 % |

|  | 50,98 % |

|  | 44,01 % |

|  | 3,05 % |

|  | 1,97 % |

|  | 93,43 % |

|  | 5,87 % |

|  | 0,69 % |

|  | 80,74 % |

|  | 100 % |

|  | 45,72 % |

|  | 45,20 % |

|  | 6,74 % |

|  | 2,34 % |

|  | 94,10 % |

|  | 5,13 % |

|  | 0,77 % |

|  | 80,57 % |

|  | 100 % |

|  | 67,01 % |

|  | 29,49 % |

|  | 3,50 % |

|  | 94,20 % |

|  | 5,16 % |

|  | 0,64 % |

|  | 77,72 % |

|  | 100 % |

|  | 45,40 % |

|  | 43,38 % |

|  | 6,96 % |

|  | 4,25 % |

|  | 91,24 % |

|  | 7,78 % |

|  | 0,98 % |

|  | 81,77 % |

|  | 100 % |

|  | 51,63 % |

|  | 39,00 % |

|  | 6,62 % |

|  | 2,35 % |

|  | 94,65 % |

|  | 4,51 % |

|  | 0,84 % |

|  | 81,21 % |

|  | 100 % |

|  | 52,18 % |

|  | 44,73 % |

|  | 1,61 % |

|  | 1,48 % |

|  | 57,80 % |

|  | 41,11 % |

|  | 1,09 % |

|  | 80,87 % |

|  | 100 % |

|  | 52,44 % |

|  | 37,99 % |

|  | 6,66 % |

|  | 2,90 % |

|  | 94,80 % |

|  | 3,91 % |

|  | 1,29 % |

|  | 81,07 % |

|  | 100 % |

|  | 34,94 % |

|  | 33,58 % |

|  | 28,60 % |

|  | 2,88 % |

|  | 90,36 % |

|  | 7,46 % |

|  | 2,18 % |

|  | 79,87 % |

|  | 100 % |

|  | 36,39 % |

|  | 32,70 % |

|  | 20,76 % |

|  | 5,48 % |

|  | 4,67 % |

|  | 88,41 % |

|  | 9,01 % |

|  | 2,59 % |

|  | 83,91 % |

|  | 100 % |

|  | 45,10 % |

|  | 32,05 % |

|  | 18.98 % |

|  | 3,86 % |

|  | 83,92 % |

|  | 12,10 % |

|  | 3,98 % |

|  | 80,16 % |

|  | 100 % |

|  | 46,68 % |

|  | 34,65 % |

|  | 11,87 % |

|  | 3,67 % |

|  | 3,13 % |

|  | 89,93 % |

|  | 9,37 % |

|  | 0,70 % |

|  | 76,09 % |

|  | 100 % |

|  | 54,79 % |

|  | 38,37 % |

|  | 6,84 % |

|  | 94,00 % |

|  | 5,20 % |

|  | 0,80 % |

|  | 82,39 % |

|  | 100 % |

|  | 46,67 % |

|  | 43,87 % |

|  | 6,45 % |

|  | 3,02 % |

|  | 90,80 % |

|  | 7,99 % |

|  | 1,21 % |

|  | 81,23 % |

|  | 100 % |

|  | 62,13 % |

|  | 29,30 % |

|  | 4,41 % |

|  | 4,16 % |

|  | 82,48 % |

|  | 16,29 % |

|  | 1,23 % |

|  | 74,52 % |

|  | 100 % |

|  | 43,30 % |

|  | 42,26 % |

|  | 10,00 % |

|  | 2,32 % |

|  | 2,11 % |

|  | 95,84 % |

|  | 2,86 % |

|  | 1,30 % |

|  | 79,40 % |

|  | 100 % |

|  | 56,88 % |

|  | 21,88 % |

|  | 18,01 % |

|  | 3,24 % |

|  | 93,91 % |

|  | 5,58 % |

|  | 0,50 % |

|  | 80,35 % |

|  | 100 % |

|  | 38,67 % |

|  | 23,68 % |

|  | 20,53 % |

|  | 7,56 % |

|  | 5,39 % |

|  | 4,17 % |

|  | 83,57 % |

|  | 13,86 % |

|  | 2,57 % |

|  | 75,83 % |

|  | 100 % |

|  | 55,25 % |

|  | 32,26 % |

|  | 5,70 % |

|  | 4,54 % |

|  | 2,26 % |

|  | 93,92 % |

|  | 5,15 % |

|  | 0,93 % |

|  | 82,73 % |

|  | 100 % |

1. ↑  Renunció el 2 de agosto de 2022, lo reemplaza Juan Marino el 2 de agosto de 2022.
2. ↑  Nunca asumió, la reemplaza María Jimena López el 19 de diciembre de 2019.
3. ↑  Renunció el 21 de septiembre de 2021, lo reemplaza Natalia Marcela Souto el 26 de octubre de 2021.
4. ↑  Renunció el 1 de mayo de 2020, lo reemplaza Lisandro Bormioli el 13 de mayo de 2020.
5. ↑  Nunca asumió, lo reemplaza Juan Carlos Alderete el 19 de diciembre de 2019.
6. ↑  Renunció el 13 de agosto de 2021, lo reemplaza Lucio Yapor el 26 de octubre de 2021.
7. ↑  Renunció el 12 de octubre de 2021, la reemplaza Natalia Zaracho el 16 de diciembre de 2021.
8. ↑  Nunca asumió, lo reemplaza Federico Fagioli el 19 de diciembre de 2019.
9. ↑  Nunca asumió, lo reemplaza Eduardo Valdés el 10 de diciembre de 2019.
10. ↑  Nunca asumió, la reemplaza Mara Brawer el 19 de diciembre de 2019.
11. ↑  Renunció el 9 de diciembre de 2021, la reemplaza Anahí Costa el 16 de diciembre de 2021.
12. ↑  Renunció el 7 de diciembre de 2021, lo reemplaza Matías Taccetta el 16 de diciembre de 2021.
13. ↑  Renunció el 7 de diciembre de 2021, lo reemplaza Marcos Gustavo Carasso el 16 de diciembre de 2021.
14. ↑  Renunció el 9 de diciembre de 2021, lo reemplaza Fabián Antonio Borda el 16 de diciembre de 2021.
15. ↑  Nunca asumió, lo reemplaza Nelly Ramona Daldovo el 19 de diciembre de 2019.
16. ↑  Renunció el 9 de diciembre de 2021, lo reemplaza Lisandro Nieri el 16 de diciembre de 2021.
17. ↑  Renunció el 27 de marzo de 2021, lo reemplaza Eber Albano Pérez Plaza el 27 de marzo de 2021.
18. ↑  Renunció el 28 de agosto de 2020, lo reemplaza Guillermo Oscar Carnaghi el 24 de septiembre de 2020.
19. ↑  Renunció el 27 de marzo de 2021, lo reemplaza Pedro Cristian Dantas el 27 de marzo de 2021.
20. ↑  Renunció el 10 de febrero de 2021, lo reemplaza Jorge Guillermo Verón el 11 de febrero de 2021.

### Senado
- Capital Federal
- Chaco
- Entre Ríos
- Neuquén
- Río Negro
- Salta
- Santiago del Estero
- Tierra del Fuego

|  | 53,99 % |

|  | 34,08 % |

|  | 5,76 % |

|  | 4,21 % |

|  | 1,95 % |

|  | 96,19 % |

|  | 3,13 % |

|  | 0,68 % |

|  | 76,48 % |

|  | 100 % |

|  | 56,98 % |

|  | 36,19 % |

|  | 3,81 % |

|  | 3,02 % |

|  | 95,24 % |

|  | 4,20 % |

|  | 0,55 % |

|  | 77,58 % |

|  | 100 % |

|  | 45,59 % |

|  | 45,47 % |

|  | 6,72 % |

|  | 2,22 % |

|  | 94,19 % |

|  | 5,04 % |

|  | 0,77 % |

|  | 80,57 % |

|  | 100 % |

|  | 35,66 % |

|  | 32,30 % |

|  | 22,39 % |

|  | 5,05 % |

|  | 4,60 % |

|  | 89,59 % |

|  | 7,57 % |

|  | 2,84 % |

|  | 83,91 % |

|  | 100 % |

|  | 50,38 % |

|  | 45,51 % |

|  | 4,11 % |

|  | 74,60 % |

|  | 22,01 % |

|  | 3,39 % |

|  | 80,16 % |

|  | 100 % |

|  | 46,55 % |

|  | 34,91 % |

|  | 12,06 % |

|  | 3,34 % |

|  | 3,14 % |

|  | 90,55 % |

|  | 8,75 % |

|  | 0,70 % |

|  | 76,09 % |

|  | 100 % |

|  | 56,96 % |

|  | 21,91 % |

|  | 17,95 % |

|  | 3,18 % |

|  | 94,37 % |

|  | 5,12 % |

|  | 0,51 % |

|  | 80,35 % |

|  | 100 % |

|  | 41,12 % |

|  | 22,61 % |

|  | 18,92 % |

|  | 8,95 % |

|  | 5,30 % |

|  | 3,09 % |

|  | 86,77 % |

|  | 9,97 % |

|  | 3,25 % |

|  | 75,83 % |

|  | 100 % |

1. ↑  Nunca asumió, lo reemplaza Antonio José Rodas el 10 de diciembre de 2019.
2. ↑  Expulsado el 12 de diciembre de 2024, lo reemplaza Stefanía Cora el 20 de febrero de 2025.
3. ↑  Falleció el 12 de octubre de 2019 antes de las elecciones, lo reemplaza Carmen Lucila Crexell el 10 de diciembre de 2019.